# Памятный знак «50 лет освобождения Украины»
Памятный знак «50 лет освобождения Украины» (укр. Пам'ятний знак «50 років визволення України») — нагрудный знак Украины для награждения ветеранов войны — граждан Украины, а также участников освобождения Украины — граждан других государств по случаю 50-летия освобождения Украины от фашистских захватчиков.

## История награды
- 22 марта 1993 года Указом Президента Украины Л. М. Кравчука № 92/93 «О всенародном праздновании 50-летия освобождения Украины от фашистских захватчиков» в ряду других мероприятий был учреждён памятный знак «50 лет освобождения Украины» для награждения участников войны, проживающих на Украине, а также освободителей Украины, проживающих за её пределами.
- 10 марта 1994 года Указом Президента Украины Л. М. Кравчука № 77/94 были утверждены Положение о памятном знаке и Описание памятного знака.
- 28 сентября 1994 года Указом Президента Украины Л. Д. Кучмы № 554/94 было постановлено наградить памятным знаком «50 лет освобождения Украины» ветеранов войны — граждан Украины, а также участников освобождения Украины — граждан других государств. В тот же день следующим Указом № 555/94 были внесены изменения в описание знака.

## Положение о знаке

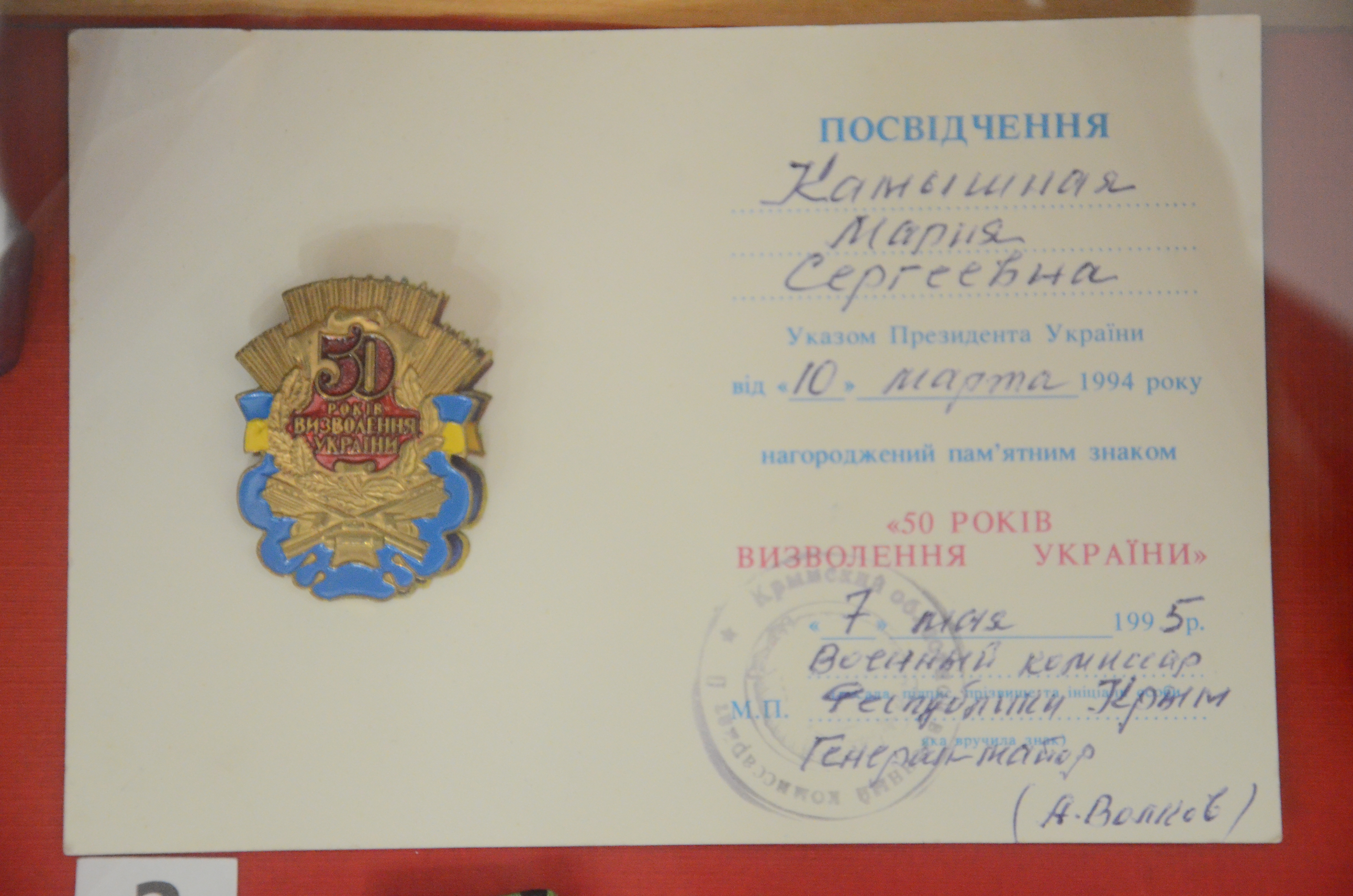
Удостоверение

Памятным знаком «50 лет освобождения Украины» награждаются участники войны, проживающие на Украине, а именно:
- военнослужащие, проходившие военную службу в Вооруженных Силах бывшего СССР в период Великой Отечественной войны 1941—1945 гг, партизаны и подпольщики Великой Отечественной войны;
- военнослужащие, а также лица начальствующего и рядового состава органов Министерства внутренних дел и Комитета государственной безопасности бывшего СССР, проходившие службу в период Великой Отечественной войны;
- лица вольнонаемного состава, работавшие или проходившие службу в Вооруженных Силах, войсках и органах Министерства внутренних дел и Комитета Государственной безопасности бывшего СССР в период Великой Отечественной войны;
- военнослужащие, лица вольнонаемного состава, а также бойцы истребительных батальонов, взводов и отрядов защиты народа и других формирований, принимавшие непосредственное участие в боевых операциях по ликвидации диверсионно-террористических групп фашистской Германии на территории бывшего СССР;
- члены групп самозащиты объектовых и аварийных команд местной противовоздушной обороны, народного ополчения, действовавших в период Великой Отечественной войны;
- лица, которые были привлечены командованием воинских частей к разминированию полей и объектов народного хозяйства, и лица, которые на минных тральщиках участвовали в тралении боевых мин в военное и послевоенное время;
- лица, которые в период Великой Отечественной войны находились в составе армии и флота как сыновья полков и юнги до достижения ими совершеннолетия;
- воины Украинской повстанческой армии, принимавшие участие в боевых действиях против немецко-фашистских захватчиков на временно оккупированной ими территории Украины в 1941—1944 годах, не совершившие преступлений против мира и человечества, и те, которые были реабилитированы в соответствии с Законом Украины «О реабилитации жертв политических репрессий на Украине»;
- бывшие узники концлагерей, гетто, других мест принудительного содержания в период второй мировой войны и лица, которые были насильственно вывезены с территории бывшего СССР в период Великой Отечественной войны на территории государств, находившихся в состоянии войны с СССР или оккупированных фашистской Германией, если они не совершили в этот период преступлений против Родины;
- ставшие инвалидами вследствие ранения или иных повреждений здоровья, полученных в районах боевых действий в период Великой Отечественной войны и от взрывчатых веществ в послевоенный период, а также при выполнении работ по разминированию;
- лица, которые в период с 8 сентября 1941 года по 27 января 1944 года работали на предприятиях, в учреждениях и организациях города Ленинграда и награждённые медалью «За оборону Ленинграда», и лица, награждённые знаком «Жителю блокадного Ленинграда»;
- работники сферы культурного обслуживания фронтов, которые выступали перед воинами действующей армии (флота) в период Великой Отечественной войны;
- лица, работавшие в период Великой Отечественной войны в тылу — на предприятиях, в учреждениях, организациях, колхозах, за исключением периода работы на временно оккупированной территории;
- работники специальных формирований Народного комиссариата путей, Народного комиссариата связи, Народного комиссариата здравоохранения, плавающего состава промысловых и транспортных судов и лётно-подъёмного состава авиации Народного комиссариата рыбной промышленности бывшего СССР, морского и речного флота, лётно-подъёмного состава авиации управления Северного морского пути, переведённые в период Великой Отечественной войны на положение лиц, находившихся в рядах Красной Армии и выполняющих задачи в интересах армии и флота в пределах тыловых границ действующих фронтов или оперативных зон действующих флотов, а также члены экипажей судов транспортного флота, захваченных в портах фашистской Германии 22 июня 1941 года в нарушение Конвенции о положении вражеских торговых судов в начале военных действий (Гаага — 1907 г.);
- лица, награждённые орденами и медалями бывшего СССР за боевые и трудовые заслуги в годы Великой Отечественной войны.

Памятным знаком «50 лет освобождения Украины» награждаются лица, проживающие за пределами Украины и принимавшие участие в освобождении Украины от фашистских захватчиков в составе действующей армии (флота), партизанских отрядах, подполье, и воины Украинской повстанческой армии, не совершившие преступлений против мира и человечества.
Вместе с памятным знаком награждённому вручается удостоверение установленного образца.

## Описание памятного знака
Указом № 555/94 было внесено изменение в описание знака — в связи с многочисленными обращениями ветеранов Великой Отечественной войны и с учётом предложения Организационного комитета по подготовке и проведению мероприятий, посвящённых 50-летию освобождения Украины от фашистских захватчиков, было определено, что красной эмалью будет покрыта не только цифра «50», но и поле картуша.
- Памятный знак «50 лет освобождения Украины» имеет фигурную овальную форму.
- В центре памятного знака — картуш, обрамлённый венком из дубовых и лавровых листьев и увенчанный тремя пучками расходящихся лучей, с надписью в четыре строки: «50 лет освобождения Украины». Цифра «50» и поле картуша покрыты красной эмалью.
- В нижней части памятного знака — изображение военного оружия: танк на скрещении пушек и ракет .
- Все изображения и надписи выпуклые. Композиция памятного знака овита лентой, покрытой эмалью синего и жёлтого цвета.
- Размер памятного знака: высота — 44 мм, ширина — 35 мм, обратная сторона памятного знака плоская.
- Памятный знак изготавливают из томпака и прикрепляют к одежде с помощью булавки.

## Порядок ношения знака
- Памятный знак «50 лет освобождения Украины» носят на груди с правой стороны.